# イリジウム33
イリジウム33（Iridium 33）はイリジウム社（en）の通信衛星。1997年9月14日1時36分（GMT）にバイコヌール宇宙基地のSite 81/23からBlock DM2を上段につけたプロトン Kロケットによって低軌道に投入された。
交点は230.9度で、イリジウム衛星のプレーン3で運用された。

## 衝突
2009年2月10日16時56分（GMT）、コスモス2251号（運用終了したストレラ衛星）とイリジウム33が衝突し、両衛星とも破壊された。この衝突によって大量のスペースデブリが発生したとNASAは報告した。